# Orion 3
O Orion 3 foi um satélite de comunicação geoestacionário estadunidense construído pela Hughes. Ele era para ter sido operado pela Orion Network Systems. O satélite foi baseado na plataforma HS-601HP e sua expectativa de vida útil era de 15 anos. Devido a uma falha do veículo de lançamento o satélite foi deixado em uma órbita inútil.

## História
A Hughes Space and Communications International, Inc., (HSCI) assinou um contrato em 15 de janeiro de 1997, para fornecer o satélite Orion 3, bem como serviços de apoio com estação terrestre e lançamento. A Loral Space and Communications Ltd. seria a dona do mesmo.
O Orion 3 era para ser entregue em órbita através de um foguete Boeing Delta-8930. O lançamento, em maio de 1999 não foi bem sucedido devido ao mau desempenho do foguete o satélite foi deixado em uma órbita inútil.
Com 10 kilowatts de potência no início de sua vida, o Orion 3 foi um dos mais poderosos satélites construídos pela Hughes, empregando inovações como as células solares de arsenieto de gálio e bateria de tecnologia avançada. A carga consistia de 10 transponders de banda C para os serviços de distribuições gerais, tais como programas de televisão, além de 33 transponders em banda Ku, com três níveis de potência diferentes. Estes eram para ser usado principalmente para aplicações de rede de empresas privadas e serviços de vídeo direct-to-home.

## Lançamento
O satélite foi lançado ao espaço no dia 5 de maio de 1999, por meio de um veículo Delta-8930 a partir da Estação da Força Aérea de Cabo Canaveral, na Flórida, EUA. Ele tinha uma massa de lançamento de 4 300 kg.

## Capacidade e cobertura
O Orion 3 era equipado com 10 transponders em banda C e 33 em banda Ku que seriam usados para fornecido serviços de comunicações de negócios para os usuários em todos os principais mercados da Ásia-Pacífico, incluindo a Coreia, China, Índia, Japão, Austrália, Sudeste Asiático, Oceania, e Havaí.